# あすなろの唄
「あすなろの唄」は、近藤薫の1作目のシングル。2003年5月21日にトライエムから発売された。

## 概要
- 近藤薫のソロ名義で初のシングル。
- テレビアニメ『わがまま☆フェアリー ミルモでポン!』のエンディングテーマを収録している。
- CDジャケットには、結木摂、リルム、松竹香、ムルモ、ビケー、パピィ、キンタ、マルモ、サリア、ナンダカワカンナイノが描かれている。

## 収録曲
1. あすなろの唄
作詞・作曲・編曲：近藤薫
テレビアニメ『わがまま☆フェアリー ミルモでポン!』エンディングテーマ
2. 青空
作詞・作曲・編曲：近藤薫
3. あすなろの唄（カラオケ）
4. 青空（カラオケ）